# Jantar (Zither)
Jantar (Hindi जन्तर, von Sanskrit यन्त्र yantra, „Instrument“ oder „Apparat“) bezeichnet in spätmittelalterlichen indischen Texten eine Stabzither mit zwei zur Resonanzverstärkung dienenden Kalebassen ähnlich der nordindischen Rudra vina (auch bin), die vor allem an den Höfen der Mogulherrscher beliebt war. Die jantar besaß fünf Saiten, die bin drei.
Heute ist die jantar eine Bambusröhrenzither mit zwei Kalebassen als Resonatoren, die in der Volksmusik in Rajasthan vor allem zur Begleitung epischer Lieder bei der Vorführung von Bildrollen eingesetzt wird. Eine kürzere, mit dem Bogen gestrichene jantar verwendet die Pardhan-Adivasigruppe im zentralindischen Bundesstaat Madhya Pradesh als Begleitinstrument für Lieder.

## Herkunft

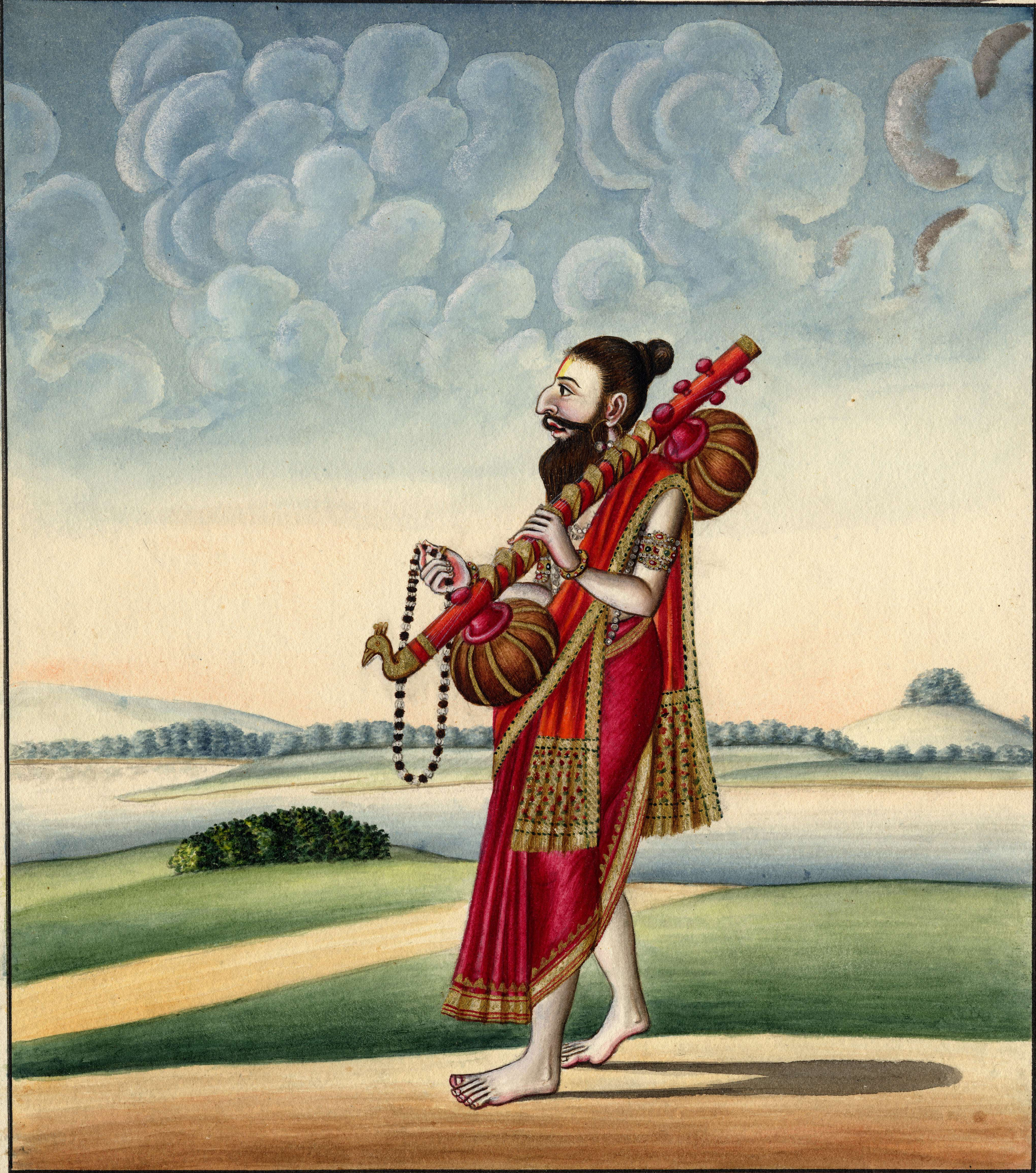
Narada, auch Vinapani genannt, der mythische Erfinder der vina im 1. Jahrtausend v. Chr. Die Miniatur vom Anfang des 19. Jahrhunderts zeigt eine Stabzither mit zwei Kalebassen vom Typ der ekatantri vina und jantar.

Sanskrit dundubhi hieß im 1. Jahrtausend v. Chr. eine bei Ritualen und im Krieg verwendete Trommel (möglicherweise eine große Kesseltrommel) und mit dem Zusatz bhumi („Erde“), also bhumidundubhi eine Erdtrommel, eine über einer Grube als Resonanzkörper ausgespannte Tierhaut, die mit Stöcken geschlagen wurde. Mit derselben Spielweise wurden die ähnlichen frühesten Schallerzeuger Schlagbalken und einsaitige Erdzither verwendet. Eine Befreiung von einem festgelegten Ort und eine Verkleinerung gegenüber der Erdzither bedeutet die Einführung des tragbaren Musikbogens. Der Musikbogen mit einem biegsamen Saitenträger, in altindischer Zeit mutmaßlich als pinaki vina (nach pinaka, dem Jagdbogen und Attribut Shivas) bekannt, war wahrscheinlich der Vorläufer für die in der indischen Musikgeschichte wesentlichen Stabzithern, bei denen eine oder mehrere Saiten über einen festen geraden Saitenträger führen. Nach der Form des Saitenträgers benannte Stabzithern, Röhrenzithern und Brettzithern werden in Indien erst ab dem frühen Mittelalter auf Darstellungen erkennbar und gehören damit unabhängig von ihrer mutmaßlichen Entstehungsgeschichte nicht mehr zu den altindischen Musikinstrumenten.
Bereits in altindischer Zeit sind die wahrscheinlich ebenso, aber in einer anderen Entwicklungsrichtung aus Musikbögen (Mundbögen) hervorgegangenen Bogenharfen abgebildet. Sie erscheinen zunächst auf Siegeln der Indus-Kultur und vor allem in der Zeit vom 2. Jahrhundert v. Chr. auf Steinreliefs an buddhistischen Sakralbauten (Stupas) bis zu hinduistischen Tempeln im 7. Jahrhundert n. Chr., als sie aus Indien verschwanden. Indische Bogenharfen blieben praktisch nur in Gestalt der burmesischen saung gauk erhalten. Das Sanskritwort vina stand in altindischer Zeit als Oberbegriff für Saiteninstrumente und bezeichnete die nacheinander mit zeitlichen Überlappungen in Erscheinung getretenen Bogenharfen, ab dem 3. Jahrhundert n. Chr. Langhalslauten und ab dem 5. Jahrhundert Stabzithern.
Die Rudra vina und die jantar gehören nach der Hornbostel-Sachs-Systematik zu den Stabzithern, Untergruppe Musikstäbe, weil ihr Saitenträger aus einem starren Stab besteht. Dieser Stab kann massiv oder innen hohl sein, falls der Hohlraum nicht wesentlich zur Schallverstärkung beiträgt und die Resonanzverstärkung von einem separaten Hohlkörper (Gefäß) übernommen wird. Mit dieser – allgemein betrachtet unscharfen – Unterscheidung von den Röhrenzithern, deren hohler Saitenträger selbst den Resonanzkörper bildet, setzt Curt Sachs für Indien die Entwicklung der kalebassenverstärkten Stabzithern von den heute nur in der nordostindischen Volksmusik vorkommenden Bambusröhrenzithern wie gintang und chigring ab. Diese einfachen idiochorden Röhrenzithern gehören demnach zu einem malaiischen Instrumententyp und sind keine direkten Vorläufer der indischen Stabzithern, mit denen sie auch in der Spielweise nichts gemein haben.
Das Attribut des mythischen Weisen Narada ist eine vina, die in der indischen Kunst als Stabzither dargestellt wird. Die ältesten Abbildungen von Stabzithern in Indien befinden sich als Wandmalereien in den buddhistischen Höhlen von Ajanta und werden in das 5. Jahrhundert datiert. Zweimal ist dort eine Stabzither zusammen mit einer Bogenharfe und einer Laute zu sehen, auf einer der Wandbilder gehört die Stabzither zu einer Gruppe von fliegenden Gandharvas. In den nachfolgenden Jahrhunderten erscheinen Stabzithern auf Steinreliefs an mehreren Tempelorten, so auf dem großen Felsrelief „Herabkunft der Ganga“ von Mamallapuram aus dem 7. Jahrhundert. Die zahlreichen Musikinstrumente spielenden Figuren dieser mythischen Szene sind den Göttern dienende Himmelswesen: Gandharvas, Apsaras und Yakshas. Sie halten die Stabzither schräg vor ihrem Oberkörper zu ihrer Rechten nach unten und den am oberen Bereich des Stabes angebrachten Resonator gegen die Brust gepresst.

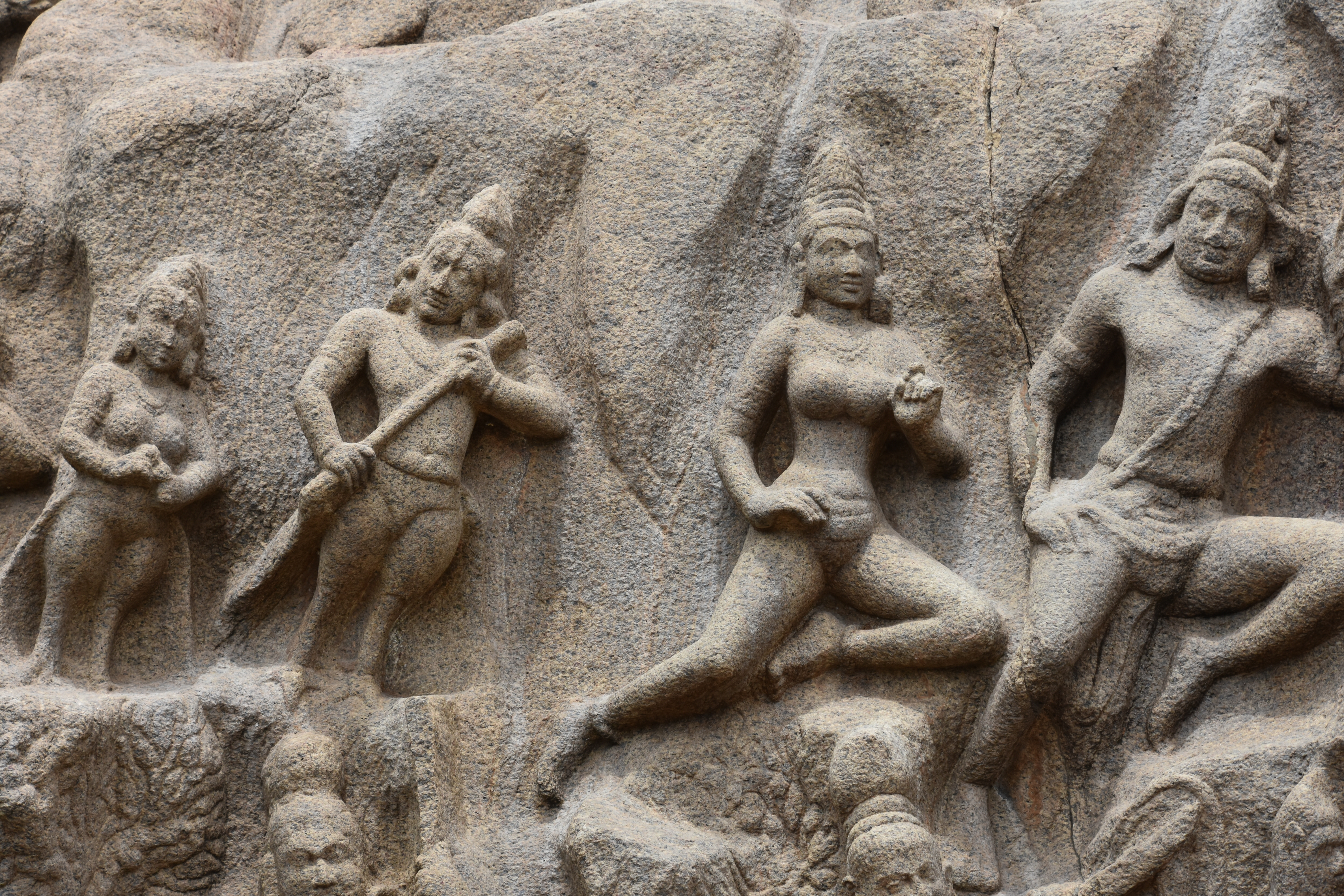
Eine Kinnari (zweite von links) spielt eine Stabzither vom Typus der alapini vina. Felsrelief „Herabkunft der Ganga“ in Mamallapuram, 7. Jahrhundert.

Die Resonatoren der dargestellten Stabzithern sind kleinere oder größere Halbschalen und ihre Haltung und Spielweise entspricht derjenigen der tuila, einer seltenen bundlosen Stabzither. Das einfache Volksmusikinstrument wird heute noch in ländlichen Gegenden des ostindischen Bundesstaates Odisha eingesetzt. Dessen Saitenträger, der zugleich als Griffbrett (dandi) dient, besteht aus einem dünnen Bambusrohr und der Resonator aus einer halbierten Kalebasse. Der Musiker hält deren Öffnung beim Spiel etwas entfernter oder dichter an die Brust, um eine Klangmodulation zu bewirken, die bei dem einsaitigen Instrument eine derart variationsreiche melodische Spielweise ermöglicht, dass dieser Stabzithertyp im Mittelalter offenbar als ein Instrument der göttlichen Sphäre empfunden werden konnte und entsprechend häufig in den Händen von Göttern und ihren himmlischen Begleitern vorkommt. Dieser Zithertyp wird unter anderem im Sangita Ratnakara aus dem 13. Jahrhundert alapini vina genannt und dort wird auch erstmals seine bis zur thailändischen phin phia und zur kambodschanischen kse diev verbreitete Spielweise beschrieben. Ähnliche Zithern werden im 16. Jahrhundert als dandi und dandige erwähnt.
Ab Ende des 9. Jahrhunderts wurde eine weitere Stabzither abgebildet, deren Saitenträger dicker ist und der deshalb wohl selbst als Resonanzkörper fungiert. Der entscheidende Unterschied ist jedoch die Spielposition des Instruments, das höher gehalten wird, sodass sich die Kalebasse nicht mehr vor der Brust, sondern über der linken Schulter befindet. Nach wie vor ist der Resonator nur eine halbe Kalebasse und die Position der Hände ist unverändert. Die linke Hand verkürzt oben die Saite, während die rechte unten zupft. Neu ist ein rechteckiger Kasten am unteren Ende mit einem kleinen Steg, über den die Saite führt. Eine solche Darstellung ist das Relief des Shiva als Vinadhara-Nataraja („Träger der vina“ – „König des Tanzes“) aus der Pratihara-Dynastie in Nordwestindien, 9. Jahrhundert. Deutlicher ist der am unteren Ende angebrachte rechteckige Resonanzkasten auf zwei sehr ähnlichen Reliefs der Pala-Dynastie aus dem 10. Jahrhundert zu sehen, die Shiva als Nataraja auf seinem Bullen Nandi tanzend zeigen. Ein Relief stammt aus Natghar (Distrikt Kumilla, vormals Tippera, in Bangladesch), das andere aus Ranihati (Distrikt Dhaka in Bangladesch). Das Attribut vina kommt hauptsächlich bei der Göttin Sarasvati vor. Denselben Zithertyp zeigt ein Sarasvati-Relief des 10./11. Jahrhunderts aus Kolkata. Ein nur auf dem Natghar-Relief erkennbares Detail ist ein Stäbchen, das Shiva in der linken Hand hält, um damit die Saite zu verkürzen. Wie diese Zither genannt wurde, ist nicht sicher, möglicherweise weil im 10. Jahrhundert die Bogenharfe längst verschwunden war und es keiner unterscheidenden Bezeichnung mehr bedurfte. Für den eine vina tragenden Shiva ist seit dem um die Zeitenwende entstandenen Epos Mahabharata der Ausdruck tumbavinin überliefert, also ein Shiva, der eine tumbavina („Kürbis“-vina) spielt. Eine andere seltene Bezeichnung dieser Zeit, die sich auf einen Flaschenkürbis bezieht, ist alabuvina. Im auf Sanskrit verfassten Versepos Haravijaya des kaschmirischen Dichters Ratnakara aus dem 9. Jahrhundert sind zahlreiche Ausführungen zur Musik enthalten, die den Autor als Kenner von Bharata Munis um die Zeitenwende entstandener Musiktheorie Natyashastra ausweisen. Ratnakara beschreibt darin auch die mythische vina der Göttin Chandi, deren Stab dem Weltenberg Meru, deren Kürbisresonator (alabupatra) dem Mond und deren Saite der Weltenschlange Shesha entspricht. Dieses Instrument hat den Namen kandavina. Welche Form das kandavina genannte Instrument hatte, ist unklar. Monika Zin (2002) hält neben einer Stabzither auch ein brettförmiges Schrapinstrument oder eine Bambusröhrenzither wie die gintang, also ein Instrument der Volksmusik, für möglich.
In späteren Jahrhunderten bezeichneten kandavina und alabuvina gleichermaßen eine Stabzither mit einem Kalebassenresonator. Der Name kinnari vina wird erstmals in der Legendensammlung Kathasaritsagara erwähnt, die Somadeva im 11. Jahrhundert auf Sanskrit verfasste, wobei der Instrumententyp aus dieser Textstelle nicht hervorgeht. Die himmlischen Kinnaris wurden im Lauf der Zeit mit allen drei Instrumentengattungen dargestellt: auf einem Relief in Gandhara (2. bis 3. Jahrhundert) mit Bogenharfe, auf einer Wandmalerei in Ajanta (5. Jahrhundert) mit Schalenhalslaute und in Mamallapuram (7. Jahrhundert) mit der frühen Form der Stabzither.

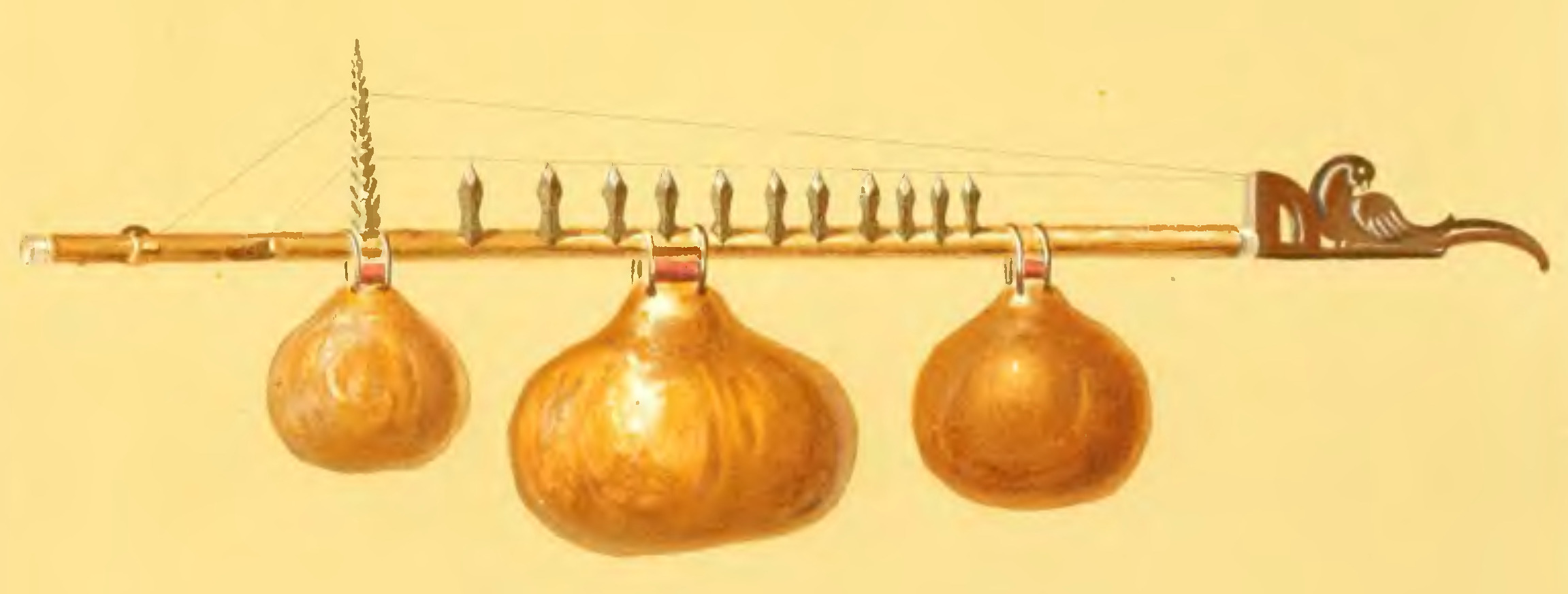
In der südindischen Volksmusik gespielte einfache Form einer kinnari vina mit zwei Saiten und elf Bünden. Abbildung von 1891

Im Sangita Ratnakara, das Anfang des 13. Jahrhunderts der Musiktheoretiker Sarngadeva verfasste, werden drei Arten von Saiteninstrumenten unterschieden: bundlose Stabzithern (wie die eka tantri vina, „ein-saitige vina“), Bogenharfen und Stabzithern mit Bünden (wie die kinnari vina). Die Erfindung der mittelalterlichen kinnari vina mit 14 Bünden wird dem Autor des Brihaddeshi, Matanga Muni, im 8. Jahrhundert zugeschrieben. Nach der alapini vina mit einem becherförmigen Resonator vor der Brust, der ekatantri vina mit einem becherförmigen Resonator über der Schulter, beide ohne Bünde, war die kinnari vina mit einem ebensolchen Resonator und mit Bünden eine weiterentwickelte Form, die eine andere Spielweise erlaubte. Sie wird auch von späteren Musikern und Autoren wie Nanydeva (1000 n. Chr.) und Someswara (1100 n. Chr.) erwähnt. Ende des 19. Jahrhunderts war die in der Volksmusik überlebende kinnari vina zu einer Stabzither mit einem dünnen Stab mit hoch aufgestellten Stegen und drei an der Unterseite befestigten ganzen Kalebassen geworden.
Eine 1161 datierte Miniatur auf einem Jaina-Palmblattmanuskript aus Westindien zeigt Sarasvati mit einer Stabzither, deren Kalebasse über die linke Schulter ragt. Das untere Stabende besitzt keinen Resonator. In der Stabmitte sind keine Bünde erkennbar, der Verzicht auf solche Details kann auch einer stilistischen Konvention geschuldet sein, wenn im Vordergrund stand, den Topos Sarasvati mit Röhrenzither darzustellen. Der Übergang von der älteren Form der Stabzither mit einer halben Kalebasse an einem Ende zu zwei ganzen Kalebassen-Resonatoren fand um 1400 statt.
Sarngadeva erwähnt auch eine nakula vina mit zwei Saiten (heute eine einfache Bambusröhrenzither), eine tritantrika (tritantri vina) mit drei Saiten und eine mattakokila mit 21 Saiten (möglicherweise eine Brettzither, deren heutige Nachfolgerin die swarmandal ist). Die relativ bekannteste heutige Stabzither ist die Rudra vina oder bin.

## Verbreitung
Die Bezeichnung jantar, Sanskrit yantra, kommt erstmals in einem bedeutenden Kommentar des Autors Kallinath zum Sangita Ratnakara aus dem 15. Jahrhundert als umgangssprachlicher Name der tritantri vina vor. Yantra kann sich auf irgendein Instrument oder ein Gerät beziehen, so ist die gopi yantra („Milchmädchen-Instrument“) eine einsaitige Zupftrommel (ektara). Die jantar wird zusammen mit der bin in dem um 1598 von Abu 'l-Fazl im Auftrag des Mogulherrschers Akbar (reg. 1556–1605) vollendeten Band Āʾīn-i Akbarī zur Chronik des Mogulreichs beschrieben. Des Weiteren wird die jantar in dem unter Akbars Sohn und Nachfolger Jahangir (reg. 1605–1627) entstandenen Werk Kolliyāt (Kulliyāt-i-Tughrā) des persischen Dichters Taleb Amoli (um 1580–1627) und im von Faqirullah (Fakir Allah) 1665/66 verfassten Rag Darpan erwähnt. Faqirullah war zu jener Zeit Subahdar unter Kaiser Aurangzeb in Kaschmir. Das kurze persische Manuskript Rag Darpan ist eine auszugsweise Übersetzung des unter Raja Man Singh Tomar von Gwalior (reg. 1486–1516) auf Sanskrit verfassten Werkes Man Kutuhal.
Die jantar wurde außer an den nordindischen Mogulhöfen vom 15. bis zum 17. Jahrhundert auch in den zentralindischen Dekkan-Sultanaten gespielt. So wird sie in einem Gedicht von 1591 mit dem Genretitel Sāqi-nāma des persischen Dichters Zohuri Torshizi († 1616) angeführt. Der aus Chorasan stammende Torshizi wanderte 1580 nach Indien aus und trat im Sultanat Ahmadnagar in den Dienst des Sultans. Ein weiterer Beleg ist die Dichtung über Musik Kītab-i-Nauras von Sultan Ibrahim Adil Shah II., der 1580 bis 1627 das Sultanat Bijapur regierte und ein großer Förderer der Künste war. Das Werk wurde auf Dekkani, einem regionalen Dialekt des Hindustani verfasst.
In der Nachfolge des venezianischen Reisenden Marco Polo (1254–1324) erschienen von zahlreichen europäischen Reisenden und Missionaren mehr oder weniger sensationelle Berichte über indische Sängerinnen und Tanzmädchen (Devadasis), die jedoch kaum vorurteilsfreie Aussagen zur indischen Musik machten. Die vermutlich älteste europäische Erwähnung einer vina findet sich in Marin Mersennes musiktheoretischem Werk Harmonie universelle von 1636–37. Er beschreibt eine fünfsaitige Stabzither ohne Bünde und mit zwei Kalebassen, die goldfarben und vollständig figürlich bemalt waren. Mersenne erklärt richtig, dass die Saiten mit eisernen Plektren an den Fingerspitzen gezupft wurden. Unverständlich ist jedoch seine Annahme, das Saitenträgerrohr könnte auch als Flöte geblasen worden sein.
Der italienische Forschungsreisende und Komponist Pietro della Valle veröffentlichte ab 1650 in Rom einen Reisebericht von seinem Aufenthalt in Persien und Indien, der eine recht genaue Beschreibung einer indischen Stabzither enthält. Das Instrument bestand aus einem dünnen Stab, zwei an den Enden befestigten Kalebassen und mehreren Saiten aus Messing und Stahl, die über viele Bünde aus Holzplättchen verliefen. Der Musiker verkürzte die Saiten mit der linken Hand und zupfte sie mit an den Fingern der rechten Hand befestigten Plektren aus Eisen. Beim Spiel hatte der Musiker die vina an einer Kordel um den Hals gehängt, sodass sich eine Kalebasse über der linken Schulter und die andere unter dem rechten Ellbogen befand.
Die detailgenaue Beschreibung passt auf die jantar. Der von Pietro della Valle beobachtete Musiker war am Hof des selbst musizierenden Sultans Ibrahim Adil Shah II. in Bijapur angestellt. Della Valles Werk erschien in mehreren Sprachen und die Beschreibung der vina wurde auch in Olfert Dappers bekanntes Werk mit dem niederländischen Titel Asia, of naukeurige Beschryving van het Rijk des Grooten Mogols (1672, deutsche Ausgabe: Asia, oder, Ausführliche Beschreibung des Reichs des Grossen Mogols, 1681) übernommen.

## Bauform und Spielweise

### Mogulzeit

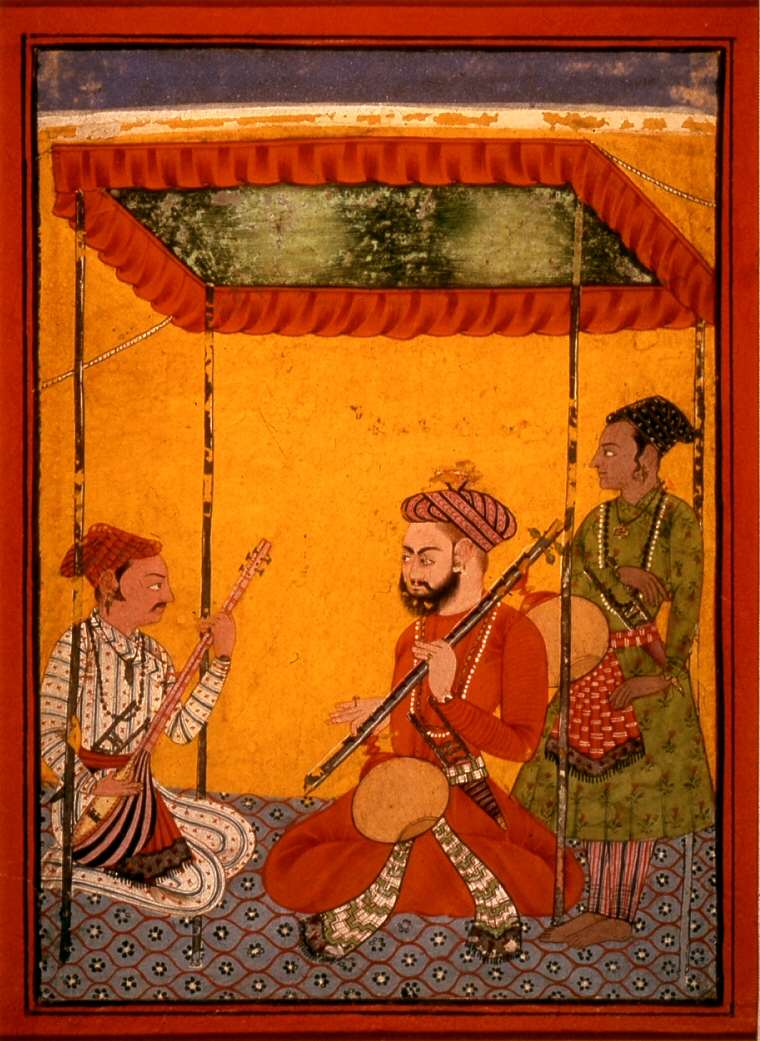
Ragamala der Basohli-Schule aus Bilaspur, Himachal Pradesh. Um 1700. Der muslimische vina-Spieler verkörpert den Raga Kanara.

Den Beschreibungen der Mogulzeit zufolge besaß die jantar einen etwa 90 Zentimeter langen Saitenträger aus einer Holzröhre mit zwei am Boden offenen Kalebassen-Resonatoren, die mit ihrer Spitze an den Enden der Röhre befestigt waren. Bespannt war die jantar mit fünf Metallsaiten und die Rudra vina (bin) mit drei Saiten. Die Saiten verliefen bei der jantar über 16 hölzerne Bünde, wie es im Āʾīn-i Akbarī von 1598 heißt. Beide Zithern werden im Āʾīn-i Akbarī von der kinnari vina mit einem längeren Griffbrett, drei Kalebassen und zwei Stahlsaiten unterschieden.
Der Musiker hielt die jantar wie die heutige Rudra vina schräg vor der Brust mit der oberen Kalebasse über der linken Schulter, griff mit den Fingern der linken Hand die Saiten und zupfte sie mit Fingerplektren an der rechten Hand. Wie bei der Rudra vina war der Ton der jantar für die Zuhörer leise, während der Musiker die von den Kalebassen verstärkten Schwingungen und damit den Klang des Instruments unmittelbar mit seinem Körper spürte.
Eine besondere Gattung der indischen Miniaturmalerei seit der Mogulzeit ist die Ragamala-Malerei, bei der die musikalische Stimmung von Ragas szenisch umgesetzt wird. Stabzithern werden in den Ragamalas der Mogulzeit mit Bünden und einem oder zwei Resonatoren dargestellt, gespielt von Göttern, Herrschern oder ihren Musikern häufig in Palastgärten. Die Ragas erscheinen personifiziert, begleitet von ihren Gemahlinnen (ragini), Söhnen (ragaputra) und Töchtern (ragaputri).
Ein Ragamala der Pahari-Schule aus Basohli (Kathua-Distrikt, Kaschmir) um 1750 zeigt eine junge Frau und einen Mann, die durch einen grünen Blätterschurz als Waldbewohner gekennzeichnet sind. Während die Frau durch ihr Spiel der vina, die sie im Stehen schräg vor der Brust hält, ein Antilopenpaar angelockt hat, zielt der Mann bereits mit Pfeil und Bogen auf eines der vor ihnen stehenden, der Musik lauschenden Tiere. Die Stabzither besteht aus einem dünnen dunklen Saitenträger aus Holz und zwei gelben Kalebassen an den Enden, bei denen an der Unterseite eine kreisrunde Öffnung ausgeschnitten ist. Zu sehen sind zwei Stimmwirbel oben am Stab für zwei Saiten und zahlreiche hoch aufragende Stege im mittleren Bereich.
Eine ebensolche Stabzither, jedoch mit vier gegenständigen Stimmwirbeln, hält eine von zwei musizierenden Frauen über der rechten Schulter. Die ihr links gegenübersitzende Musikerin spielt eine kleine Sanduhrtrommel. Beide sind vornehm gekleidet und tragen opulenten Schmuck, sie sitzen auf einem bunt gemusterten Teppich vor einer hellen Palastwand. Die vina-Spielerin (ragini) verkörpert den Melodietypus vamgali.
Eine mit dem hier abgebildeten Kanara-Ragamala vergleichbare Darstellung aus der Basohli-Schule derselben Thematik zeigt zwei Herren (ragaputra) mit Turban, die sich auf einem Teppich vor einer hellen Palastwand gegenübersitzen und lebhaft unterhalten. Der rechts Sitzende hält eine Stabzither mit der linken Hand über der Schulter, während er mit der rechten Hand gestikuliert. Die vina besitzt einen sehr dünnen Stab und vier gegenständige Wirbel.

### Rajasthan

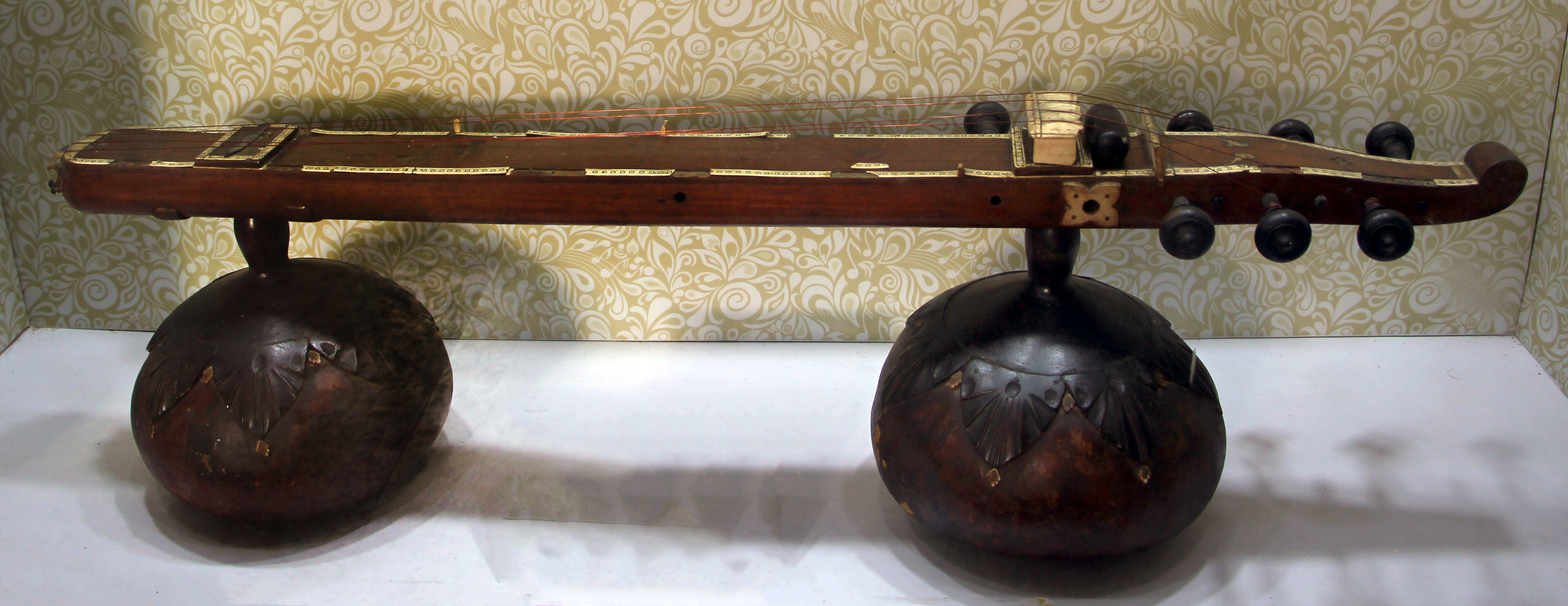
Typologisch dem Volksmusikinstrument jantar entsprechende vichitra vina der klassischen nordindischen Musik, die jedoch keine Bünde besitzt und in der Spielweise der südindischen gottuvadyam ähnelt.

In der heutigen regionalen indischen Volksmusik kommen mehrere Stabzithern vor, deren Form und Namen von den unterschiedlichen mittelalterlichen Typen, hauptsächlich alapini vina, jantar und kinnari vina, abgeleitet sind. Hierzu gehören neben der jantar etwa die king (khing) in Jammu und Kashmir (mit sieben flachen Bünden), die ghangli der Warli in Maharashtra und die früher in Karnataka gespielte kinnari mit zwei Saiten und drei Kalebassen.
Die jantar in der Volksmusik Rajasthans besteht aus einer 104 Zentimeter langen Bambusröhre, die am unteren Ende in ein sich verjüngendes und nach oben gebogenes Holzstück übergeht, an welchem die beiden Saiten befestigt sind. Im mittleren Bereich sind 13 oder 14 Bünde aus Kokosnussschale oder Schildkrötenpanzer mit Wachs aufgeklebt. Über die Bambusröhre verlaufen zwei Hauptsaiten zu weit abstehenden hölzernen Stimmwirbeln am oberen Ende. Die Saiten sind im Quintabstand gestimmt.
Die Melodie wird auf dem Ton pa gespielt und die tiefere Saite mit dem Grundton sa wird als Bordunton gezupft. Zwei weitere Saiten, die eine Oktave über sa gestimmt sind, verlaufen seitlich am Rohr außerhalb der Bünde und produzieren eine rhythmische Bordunbegleitung. Der im Stehen spielende Musiker hält die jantar schräg, manchmal fast waagrecht, vor seiner Brust mit einem der beiden großen runden Kalebassen-Resonatoren auf seiner linken Schulter und dem anderen etwas tiefer vor seiner rechten Schulter. Die Melodie- und Bordunsaite zupft er von unten mit dem Mittelfinger und Ringfinger der rechten Hand, die beiden seitlichen Bordunsaiten mit dem Daumen.
In Rajasthan existiert eine Tradition von Wandermusikern, die epische Geschichten vortragen und diese mit großen aufgespannten Rollbildern (phad, parh) aus Stoff illustrieren. Vergleichbar den Bildrollen der westbengalische Patua schöpft diese Tradition aus alten Volkserzählungen, von denen in Rajasthan zwei Gattungen unterschieden werden: Das Epos Pabuji rathaur, benannt nach dem Helden Pabuji aus dem 14. Jahrhundert, wird ausschließlich von der Kaste der Nayak aufgeführt, bei den Bhil ist es als Pabuji-ki-parh bekannt. Geschichten um Pabuji werden mit der Spießgeige ravanahattha begleitet. Das andere Epos, Devnarayan, wird von den Kasten Bhabhi, Kumhar und Gujar aufgeführt und von einer jantar begleitet. Beidesmal treten die Akteure paarweise auf. Der ältere Musiker (Leiter, patavi) trägt die Verse vor, begleitet sich auf seinem Instrument und tanzt gelegentlich entsprechend der Handlung, während sein jüngerer Assistent (diyala) eine Lampe hält, um Details der Bilder zu beleuchten. Gleichermaßen wechseln sich bei den Epen gesungene Strophen mit gesprochenen Textpassagen (arthav) ab. Eine zur Gänze aufgeführte Pabuji-Erzählung dauerte nach einer Beschreibung von 1977 rund 12 Stunden, das Devnarayan-Stück kann sich über 24 Stunden erstrecken, je nachdem, welche Episoden das mitbestimmende Publikum vorgeführt bekommen möchte. Der Erzähler und Leiter bei beiden Epen ist üblicherweise ein Heilungspriester (bhopa), der auch zeremoniell Geister (Bhuta) anruft.
Der Bhopa erlernt den epischen Vortrag, jantar-Spiel und Tanz in einem langwierigen Ausbildungsgang von seinem Guru. Das Devnarayan-Epos besteht aus 335 Liedern mit annähernd 15.000 Verszeilen, die der Bhopa zu rezitieren hat. Außerdem sollte er die symbolische Bedeutung der Charaktere verstehen, die in den über 100 Szenen und Episoden auftreten. Neben der jantar, die an einem Band um seinen Hals hängt, trägt er Schellen (ghunghru) an den Knöcheln, mit denen er einen Rhythmus stampft.
Ravanahattha und jantar sind nicht die einzigen Volksmusikinstrumente in Rajasthan, die ausschließlich von einzelnen Kasten verwendet werden. Die Manganiyar spielen beispielsweise die Streichlaute kamaica, die Musikerkaste Dholi spielt bestimmte Trommeln (dholak und nagara) und die Musikerkaste Mirasi eine eigene Variante der Streichlaute sarangi.

### Madhya Pradesh, Odisha
Im zentralindischen Bundesstaat Madhya Pradesh bezeichnet jantar eine kürzere Stabzither der Pardhan-Kaste, die mit einem Bogen gestrichen wird. Sie besteht aus einem dünnen Holzstab mit zwei runden Kalebassen. In der Mitte des Stabs sind zwölf hölzerne Bünde aufgestellt, über die zwei Stahlsaiten verlaufen. Diese werden mit einem kurzen Bogen gestrichen, der mit Rosshaar bespannt ist, und zur Liedbegleitung verwendet.
Die Pardhan sind im traditionellen Kastensystem Berufsmusiker und Sänger für ihre Auftraggeber, die ehemals herrschenden Gond. Das übliche Instrument, mit dem die Pardhan epische Lieder begleiten, ist die Streichlaute bana. In sehr seltenen Fällen kommt hierfür möglicherweise noch die Bogenharfe bin-baja zum Einsatz, die als einziges Relikt der altindischen Bogenharfe vina in Indien gilt.
Die eine Munda-Sprache sprechenden Saora (Sora, Savara), eine Adivasi-Gruppe in Odisha, spielen nach Feldforschungen des Ethnologen Verrier Elwin (1955) eine Stabzither namens memerajan („Brüste-Instrument“), die aus einem Bambusrohr mit zwei Kalebassen besteht. Am unteren Rohrende ist wie bei der jantar von Rajasthan ein senkrecht aufragendes Holzstück befestigt, an dem zwei Stahlsaiten festgebunden sind, die zu zwei langen Holzwirbeln am anderen Ende führen. In der Mitte sind vier bis sechs hohe Bünde mit Bienenwachs auf das Bambusrohr geklebt. Auf einer Saite wird die Melodie, auf der anderen ein Bordunton gezupft. Die ganz am unteren Ende befindliche Kalebasse ist etwas kleiner als die im oberen Drittel festgebunde Kalebasse. Während die memeranjan ohne die beiden seitlichen Bordunsaiten etwas einfacher konstruiert ist, aber ansonsten der jantar von Rajasthan entspricht, gehört sie nach der Spielweise jedoch nicht zum Typ der ekatantri vina oder bin, sondern zur älteren alapini vina, denn die Kalebassen werden; Verrier Elwin zufolge, wie bei der tuila in Odisha beim Spiel, um den Klang zu modellieren, mit der offenen Unterseite mehr oder weniger stark an den Körper gepresst. Die von Verrier Elwin beschriebene und abgebildete memeranjan wird ebenso in einer Sozialstudie von 1971 (memerajan) und im Odisha District Gazetteer von 2015 (memorajan) erwähnt. Demnach wird sie neben der beliebteren zweisaitigen Fiedel gagerajan (gogerajan, gogoray) zur Tanzbegleitung, bei Hochzeiten, religiösen Zeremonien und bei Begräbnissen eingesetzt.
Die jantarungrai ist eine weitere zweisaitige Stabzither der Saora mit nur einer Kalebasse. Sie kommt auf einer 1967 veröffentlichten Langspielplatte vor, die der Musikethnologe Nazir A. Jairazbhoy aufzeichnete. Walter Kaufmann (1969) spricht von einer „obskuren jantarungrai“, die zur Begleitung eines Hochzeitsliedes der Saora auf dieser Langspielplatte mit Volksmusik aus Odisha zu hören ist. Rolf Killius (2013) nennt diese Stabzither jenjurungrai. Sie besitzt demnach fünf Bünde. Die untere der beiden auf die gleiche Tonhöhe gestimmten Saiten wird mit dem rechten Zeigefinger als Melodiesaite und die obere als Bordun gezupft. Zugleich schlägt der Musiker mit einem Messingring aus kleinen Schellen am kleinen Finger ständig gegen den Saitenträger für einen konstanten Taktschlag, den das Instrument zusätzlich zum Bordunton produziert. Die Spielhaltung der jenjurungrai mit der Kalebassenöffnung vor der Brust entspricht der tuila. Dieselbe Stabzither der Saora ist auch als kullutan rajan (oder kuranrajan) in die Literatur eingegangen. Der Name kuranrajan wird im Zusammenhang mit schamanischen Ritualen genannt. Verrier Elwin zufolge musste ein Schamane die kuranrajan außerhalb des Dorfes nach gewissen Regeln selbst herstellen. Andere Adivasi-Gruppen wie die Khonds in Odisha spielten früher ähnliche Stabzithern.